# Grammia favoritella
Grammia favoritella är en fjärilsart som beskrevs av Embrik Strand 1919. Grammia favoritella ingår i släktet Grammia och familjen björnspinnare. Inga underarter finns listade i Catalogue of Life.